# Вальруа (Мёрт и Мозель)
Вальруа́ (фр. Valleroy) — коммуна во французском департаменте Мёрт и Мозель, региона Лотарингия. Относится к  кантону Омекур.	

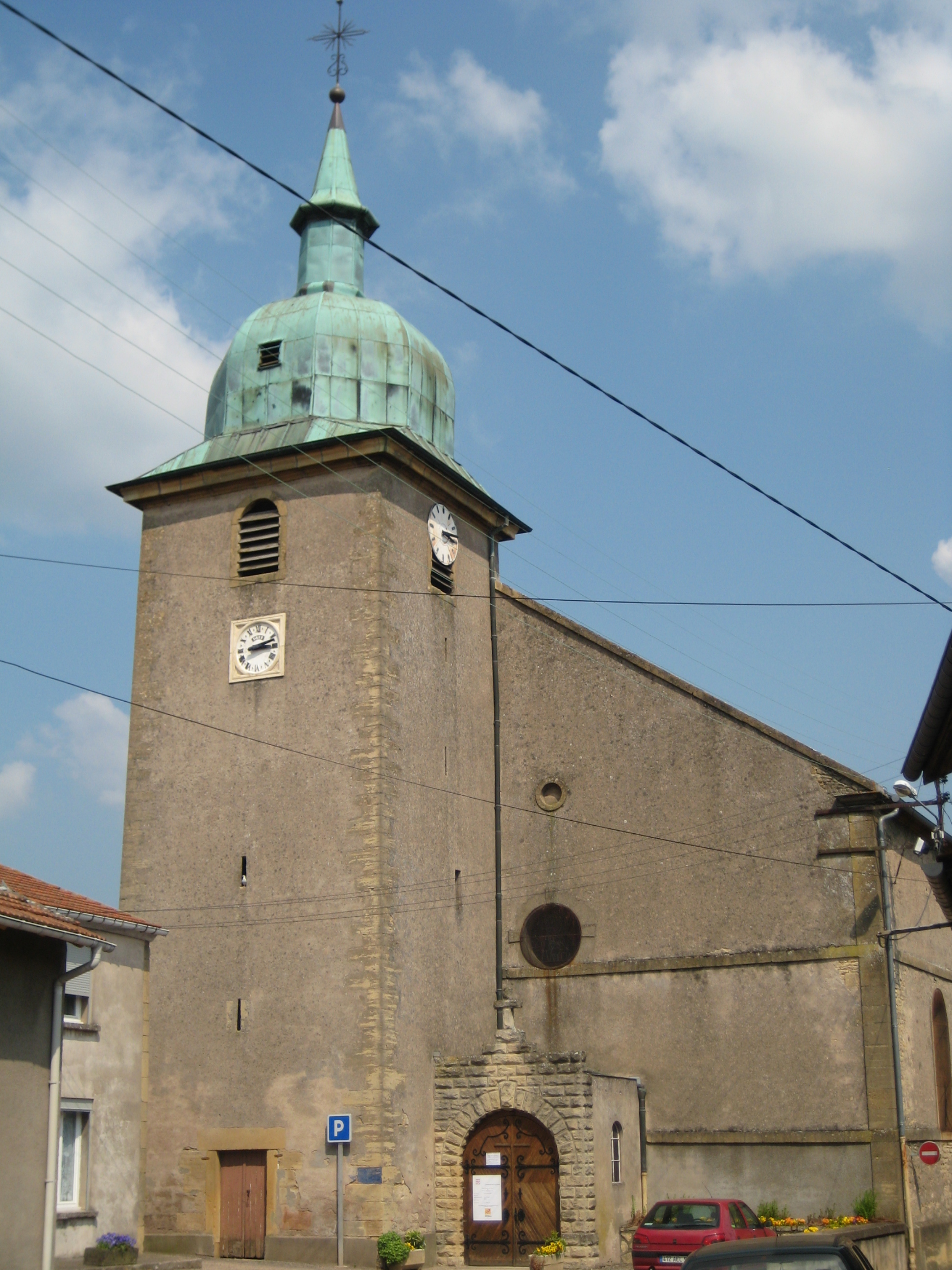
Церковь Валлеруа

## География
Валлеруа расположен в 21 км к северо-западу от Меца. Соседние коммуны: Обуэ на востоке, Муанвиль на юге (примыкает к коммуне), Атриз на юго-западе.

## Демография
Население коммуны на 2010 год составляло 2453 человека.
| 1962 | 1968 | 1975 | 1982 | 1990 | 1999 | 2010 |
| ---- | ---- | ---- | ---- | ---- | ---- | ---- |
| 2598 | 2271 | 2185 | 2196 | 2337 | 2296 | 2453 |

## Военное кладбище
В Валлеруа находится кладбище пленных советских солдат, погибших здесь во время Второй мировой войны в 1941-1945 годах.	 в фашистских застенках. Здесь было эксгумировано 54 солдата и 20 мая 1971 год сооружён монумент архитектора Амилькара Заннони.

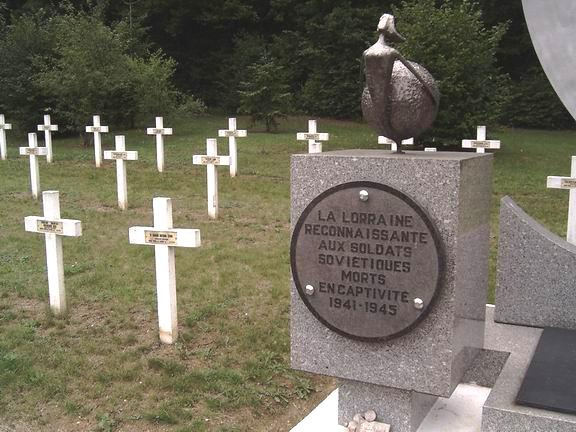
Военное кладбище
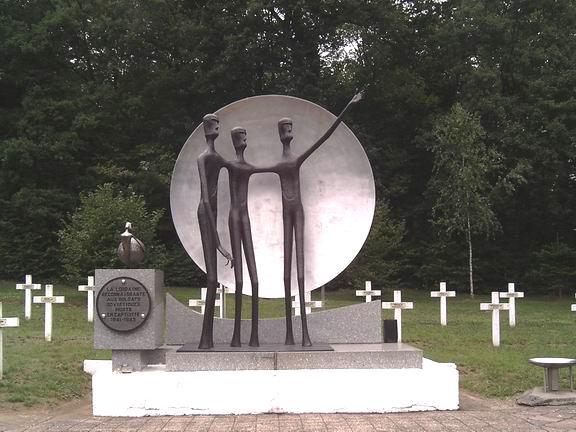
Монумент в память советских солдат